# Paul Schuppan
Paul Otto Richard Schuppan (* 12. September 1852 in Berlin; † 2. Oktober 1929 in Wandsbek) war ein deutscher Architekt, Postbaurat und Geheimer Baurat, der in Hamburg bei der Planung und Umsetzung von großen Post- und Telegraphengebäuden beteiligt war.

## Herkunft und Familie
Paul Schuppan, Sohn eines Lehrers und Rektors in Berlin, entstammte einer alten sorbischen Familie aus Märkisch Buchholz. Sein Sohn, der ebenfalls Baurat war, heiratete eine Schwester des Generalstaatsanwalts Erich Drescher.

## Leben und Werk
Nach dem Besuch des Gymnasiums zum Grauen Kloster studierte Schuppan in Berlin das Baufach. Danach begann er seine Laufbahn in der Reichspost- und Telegraphenverwaltung. Später wechselte er in die Postbauverwaltung nach Hamburg, von wo er 1894 bis 1895 die Bauleitung des neuen Posthauses auf Helgoland in den Händen hielt. In den Jahren von 1898 bis 1901 führte er einen Erweiterungsbau der Alten Oberpostdirektion am Gorch-Fock-Wall durch, in dem sich inzwischen einige Institute der geisteswissenschaftlichen Fakultät der Universität Hamburg befinden. Von 1902 bis 1906 setzte er den Bau des Hauptpostamts am Hühnerposten als Oberbauleiter um, in der sich seit 2004 die Zentralbibliothek befindet. Gemeinsam mit dem Postbaurat Willy Sucksdorf errichtete er in den Jahren von 1902 bis 1907 das Fernsprechamt in der Schlüterstraße.

## Bauten
- 1894–1895: Neues Posthaus auf Helgoland
- 1894–1896: Altes Fernsprechamt (ab 1906 Postscheckamt), Alter Wall
- 1898–1901: Erweiterungsbau der Alten Oberpostdirektion am Gorch-Fock-Wall
- 1902–1906: Hauptpostamt am Hühnerposten
- 1902–1907: Fernsprechamt in der Schlüterstraße

## Ehrungen
- 1907 Geheimer Baurat
- 1912 Träger des Kgl. preuß. Kronenordens III. Klasse

## Schriften
- Über Posthausbauten, im besonderen über das Posthaus in Altona. In: Deutsche Bauzeitung, Jg. 1893, S. 495.
- Verwaltungsgebäude der Oberpostdirektion. In: Hamburg und seine Bauten unter Berücksichtigung der Nachbarstädte Altona und Wandsbek, Hamburg 1914.